# Gai Eli Gal
Gai Eli Gal (en llatí Caius Aelius Gallus) va ser un jurista contemporani de Ciceró i Marc Terenci Varró encara que era probablement més vell. Formava part de la gens Èlia, una gens romana d'origen plebeu. Segons Macrobi era un home molt erudit.
Va ser l'autor d'un tractat en almenys dos llibres anomenat De Verborum, quæ ad Jus Civile pertinent, Significatione. Aulus Gel·li i Sext Pompeu Fest n'han conservat diversos fragments. Alguns autors pensen que podria ser el mateix personatge que Eli Gal el prefecte d'Egipte. Varró fa menció d'un Aelius que sembla que en realitat és Luci Eli Preconi Estiló (Lucius Aelius Praeconius Stilo), un gramàtic del segle ii aC.